# Plakoribates scutatus
Plakoribates scutatus är en kvalsterart som beskrevs av Hammer 1979. Plakoribates scutatus ingår i släktet Plakoribates och familjen Achipteriidae. Inga underarter finns listade i Catalogue of Life.